# Argopecten gibbus
Argopecten gibbus är en musselart som först beskrevs av Carl von Linné 1758.  Argopecten gibbus ingår i släktet Argopecten och familjen kammusslor. Inga underarter finns listade i Catalogue of Life.

Höger klaff
Vänster klaff